# Vishnu Govind Jog
Vishnu Govind Jog (meist als V. G. Jog; Hindi विष्णु गोविंद जोग Viṣṇu Govind Jog; * 22. Februar 1922 in Bombay; † 31. Januar 2004 in Kolkata, Westbengalen) war ein indischer Geiger.

## Leben
Jog studierte bei dem Musikwissenschaftler S. N. Ratanjanker, bei Shankar Rao Athavela, Ganapat Rao Purohit und dem Sarodspieler Allauddin Khan. Neben dieser privaten Ausbildung studierte er klassische indische Musik am Marris College of Music (heute: Bhatkhande Music Institute) und ließ sich in die Gwalior, Agra und Bakhale Gharana einführen.
Ab 1953 arbeitete Jog als Komponist und Musikproduzent für All India Radio. Als Geiger trat er weltweit in den großen Konzerthallen auf, u. a. in New York in der Carnegie Hall, im Lincoln Center und im Madison Square Garden. Als sein Verdienst gilt, die Violine in die klassische hindustanische Musik eingeführt zu haben. Er erkrankte an Parkinson und musste daher ab 1999 seine musikalische Laufbahn aufgeben und verlor so auch sein Einkommen. Um ihn und seine Familie zu unterstützen, wurden mehrere Benefizkonzerte veranstaltet.
Jog wurde u. a. mit dem Sangeet Natak Akademi Award (1980), Padma Bhushan (1983), dem Rajya Natak Award und dem Hafiz Ali Khan Award ausgezeichnet.

## Diskographie
- Bismillah Khan With V. G. Jog (1962)
- Raga Kedara / Raga Chandrakauns (1963)
- Duets (1965)
- Manik Varma (1965)
- Shenai & Violin (1968)
- Shyam Kalyan / Raga Des / Dhun (1970)
- Violin & Shehnai – Jugalbandi (1977)
- The Distinctive Two, Violin & Flute Jugalbandi (1978)
- Violin Recital (1982)
- Ragas: Jogkaus Khamaj (1983)
- Jugalbandi Harmonium And Violin (1985)
- Jugalbandi – Duet For Violin And Guitar – Raga Bageswari (1988)
- Violin (1991)
- Monsoon Raga Nataraj Music (1993)
- Waves Of Ecstasy Vol. 2 (1995)
- Waves Of Ecstasy Vol. 3 (1995)
- Indian Classical Duets Vol 1 (2009)